# 大須川
大須川（おおずがわ）は、徳島県鳴門市を流れる二級河川である。

## 地理
鳴門市北灘町大須に水源があり、同地域を通過し瀬戸内海（播磨灘）に注ぐ。名前の由来は、流域の北灘町の字名地名から付けられており、かつては板野郡大須村が存在した。
流域には讃岐山脈が聳え、西にJR高徳線が走り、河口付近に国道11号（阿波街道）が通っている。

## 流域の主な施設
- 大須神社
- 国道11号（阿波街道）
- 大坂峠

## 流域の自治体
徳島県
鳴門市